# Megarhyssa mirabilis
Megarhyssa mirabilis là một loài tò vò trong họ Ichneumonidae.